# Morgana Lefay
Morgana Lefay es un grupo musical sueco de Heavy Metal surgido a mediados de los ochenta en la ciudad de Bollnäs. Inicialmente se dieron a conocer como "Damage" pero no es hasta 1989 cuando pasan a llamarse "Morgana Lefay" y en 1990 publican de forma totalmente casera su primer disco, Symphony of the Damned. En 1991, tras publicar la demo Rumours of Rain obtienen su primer contrato discográfico con Black Mark Productions.
En 1997, se separan. Persson, Heder y Söderlind se quedaron con el nombre original, mientras que Rytkönen y Eriksson (junto al baterista Robin Engström) continuaron a partir de 1999 con el nombre "Lefay", esta vez con contrato discográfico con Noise Records. Durante esta segunda etapa (que duró hasta 2001) etapa lanzaron tres discos.
En 2004 regresan, nuevamente como "Morgana Lefay", y tras publicar dos nuevos discos vuelven a separarse en 2007. En 2012 anuncian oficialmente su regreso.

## Miembros
- Charles Rytkönen - Voz  (1989 -)
- Tony Eriksson - Guitarras  (1989 -)
- Peter Grehn - Guitarras y Voces secundarias  (1998 -)
- Fredrik Lundberg  - Bajo y voces secundarias  (2003 -)
- Pelle Åkerlind  -  Batería y voces secundarias  (2006 -)

### Antiguos miembros
- Stefan Jonsson  -  Guitarras (1986–1989)
- Tommi Karppanen -  Guitarras (1989–1994)
- Daniel Persson  -  Guitarras (1994–1997)
- Joakim Lundberg -  Bajo    (1986–1991)
- Joakim Heder    -  Bajo    (1991–1997)
- Micke Åsentorp  -  Bajo [Durante la era "Lefay"] (1997–2003)
- Jonas Söderlind -  Batería   (1986–1997)
- Robin Engström  -  Batería   (1998–2006)

## Discografía

### Morgana Lefay
- Symphony of the Damned (1990)
- Rumours of Rain (demo 1991)
- Knowing just as I (1993)
- The secret doctrine (1993)
- Sanctified (1995)
- Past Present Future (1995)
- Maleficium (1996)
- Morgana Lefay (1999)
- Grand Materia (2005)
- Aberrations Of The Mind (2007)

### Lefay
- The seventh seal ([1999)
- Symphony of the damned (Re-Symphonised 1999)
- ... --- ... (S.O.S) (2000)